# Hrabstwo Teton (Idaho)
Hrabstwo Teton (ang. Teton County) – hrabstwo w stanie Idaho w Stanach Zjednoczonych. Obszar całkowity hrabstwa obejmuje powierzchnię 450,57 mil² (1166,97 km²). Według szacunków United States Census Bureau w roku 2009 miało 9337 mieszkańców. Jego siedzibą administracyjną jest Driggs.
Hrabstwo powstało 26 stycznia 1915 r. Nazwa pochodzi od leżącego w pobliżu pasma górskiego Teton.

## Miejscowości
- Driggs
- Tetonia
- Victor